# Patagograpsus affinis
El cangrejo  (Patagograpsus affinis) es una especie de crustáceo decápodo braquiuro, la única que integra el género monotípico Patagograpsus. Habita en ambientes costeros marinos y estuariales de América del Sur.

## Distribución y hábitat
Este cangrejo habita en aguas costeras marinas y estuariales, normalmente a profundidades entre los 19 y los 95 metros, tanto en sustratos rocosos como en los arenosos. Se distribuye en el Pacífico Oriental y en el  Atlántico Sudoccidental, desde el este y sur de Brasil, pasando por el sudeste del Uruguay en los departamentos de: Rocha, Maldonado, Canelones y Montevideo, llegando por el sur hasta el sudeste de la Argentina, en las provincias de: Buenos Aires, Río Negro, Chubut y Santa Cruz.

## Características y costumbres
Es un cangrejo pequeño; el mayor macho midió 14,1 mm por 13,4 mm, y la hembra mayor 12,7 mm por 11,2 mm.
Desde el intermareal rocoso litoral invaden los estuarios que poseen suelos apropiados: sustratos duros que cuenten con espacios donde poder ocultarse. El desarrollo larval es pelágico marino.
Esta especie constituye una de las principales presas de la gaviota cangrejera o de Olrog (Larus atlanticus).

## Taxonomía
Esta especie fue descrita originalmente en el año 1914 por el zoólogo carcinólogo estadounidense James Dwight Dana, bajo el nombre científico de Hemigrapsus affinis. Empleó para ello ejemplares colectados en el litoral marítimo de la Patagonia argentina.
En el año 1914 M. J. Rathbun describió como nueva especie a  Cyrtograpsus altimanus, con ejemplares algo mayores, provenientes del golfo San Matías, en el noreste de la Patagonia argentina. En 1964 E. E. Boschi transfiere a Hemigrapsus affinis al género Cyrtograpsus. C. altimanus continuó siendo considerada una buena especie hasta el siglo XXI, cuando en 2003 E. D. Spivak y C. D. Schubart postularon su sinonimia con Cyrtograpsus affinis.